# Futbol a Bahrain
El futbol és l'esport més popular a Bahrain. És dirigit per l'Associació de Futbol de Bahrain.

## Competicions
- Lligues:
  - Lliga bahreniana de futbol[4]
- Copes:
  - Copa del Rei de Bahrain

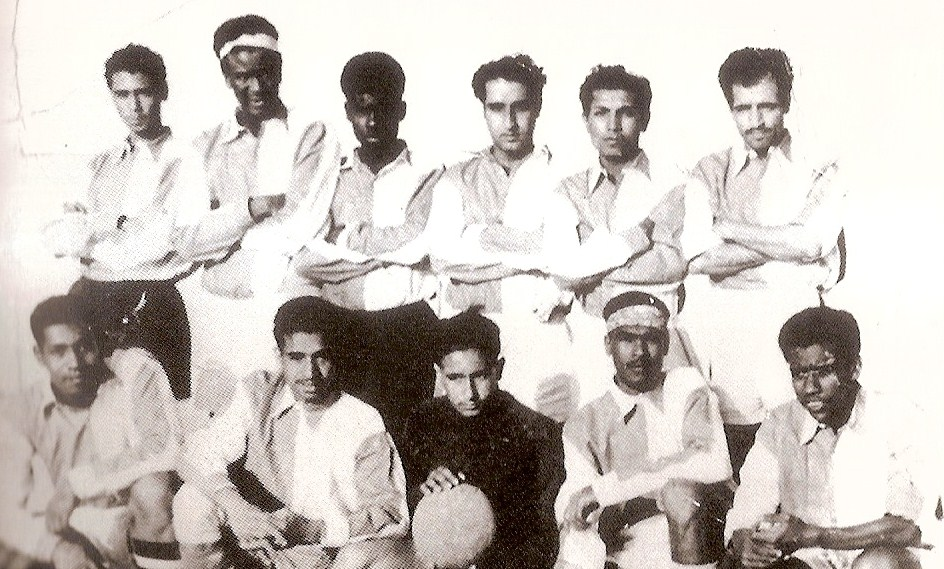
Selecció de Bahrain el 1959.

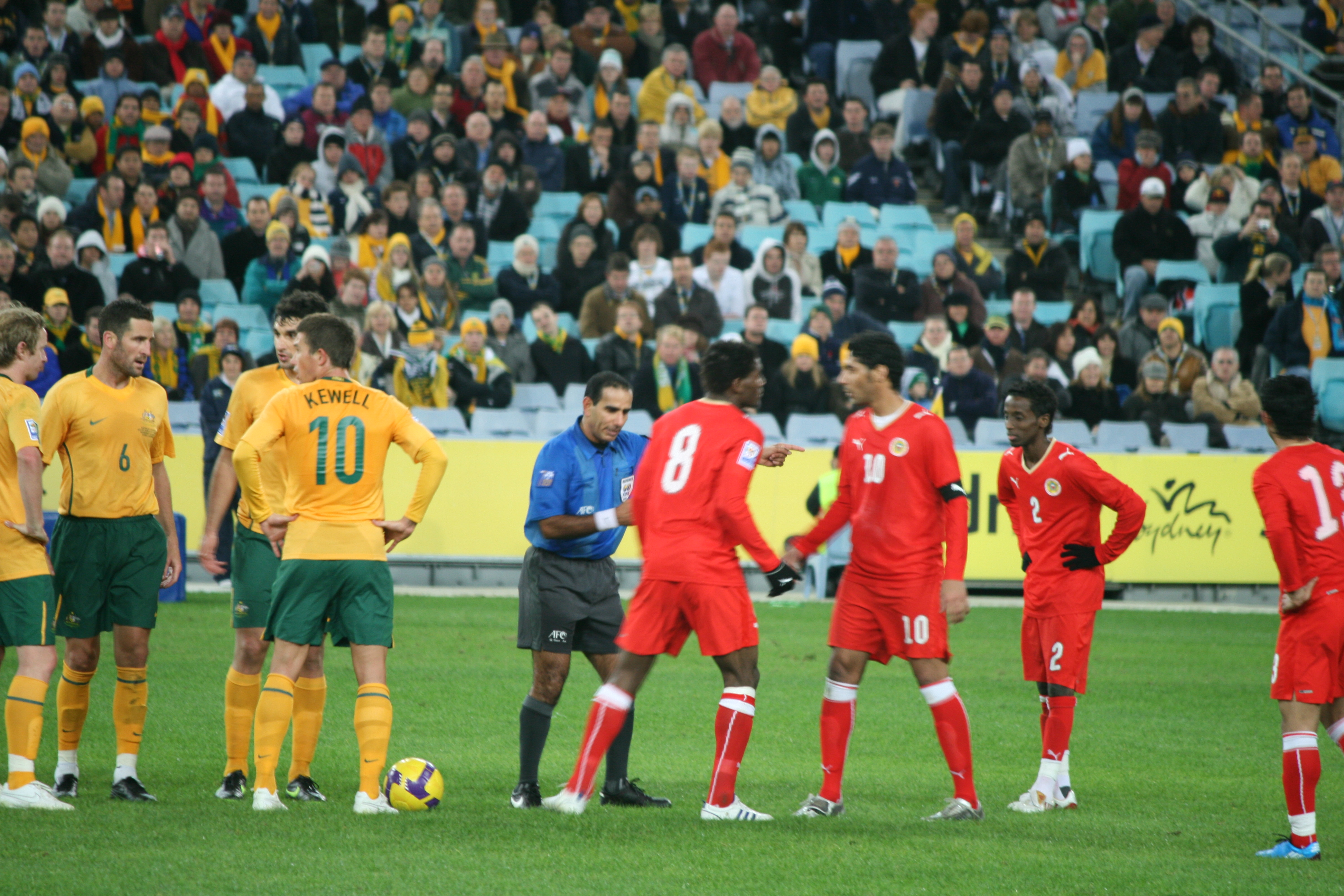
Selecció de Bahrain vs Austràlia el 10 de juny de 2009.

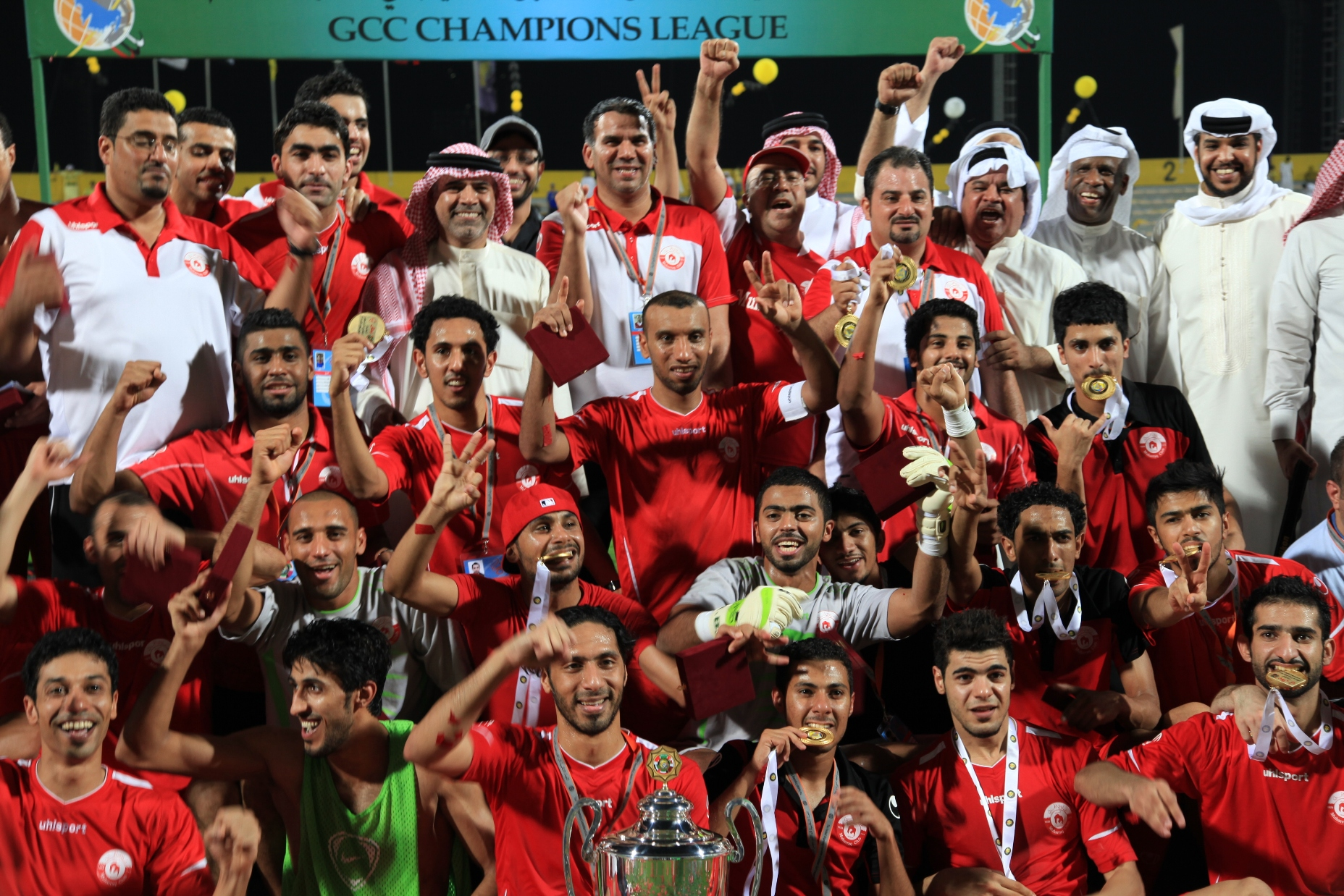
Al Muharraq el 2012.

  - Copa del Príncep de la Corona de Bahrain
  - Copa Federació de Bahrain
  - Copa Elite de Bahrain
  - Supercopa de Bahrain de futbol

## Principals clubs
Clubs amb més títols nacionals a 2021.
- Al-Muharraq SC
- Al-Riffa SC
- Al-Ahli SC Manama
- Al-Bahrain SC
- East Riffa SCC
- Al-Hidd SCC

## Jugadors destacats
Fonts:
Des de 1970
- Ahmed Salmeen

Des de 1990
- Hamood Sultan

Des de 2000
- Salman Isa
- Husain Ali
- A'ala Hubail
- Jaycee John Okwunwanne
- Hussain Ali Baba
- Rashid Al-Dosari
- Mohamed Salmeen
- Talal Yousef

Des de 2010
- Sayed Mohammed Jaffer
- Mohamed Husain Bahzad
- Abdullah Omar Ismail
- Faouzi Aaish
- Abdulwahab Al-Safi
- Ismail Abdul-Latif

## Principals estadis

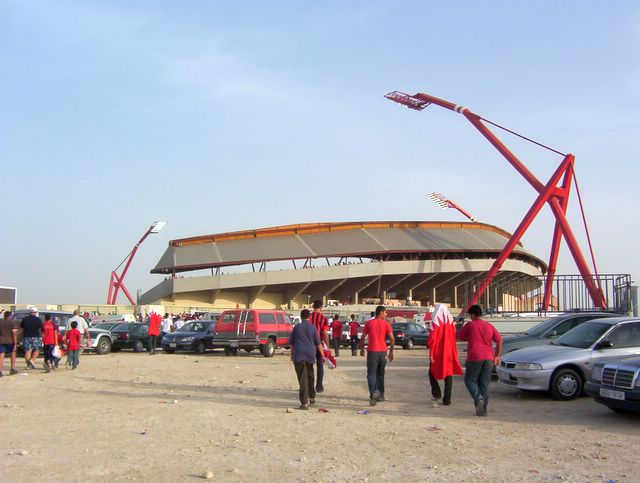
Estadi Nacional de Bahrain.

| # | Estadi                          | Capacitat | Ciutat       |
| - | ------------------------------- | --------- | ------------ |
| 1 | Estadi Nacional de Bahrain      | 24.000    | Riffa        |
| 2 | Estadi Al Muharraq              | 20.000    | Arad         |
| 3 | Estadi Ciutat Esportiva Khalifa | 15.000    | Madinat 'Isa |
| 4 | Estadi Al Ahli                  | 10.000    | Al-Manama    |